# Måsklobben, Kimitoön
Måsklobben är öar i Finland. De ligger i Norra Östersjön eller Skärgårdshavet och i kommunen Kimitoön i landskapet Egentliga Finland, i den sydvästra delen av landet. Öarna ligger omkring 74 kilometer söder om Åbo och omkring 150 kilometer väster om Helsingfors.
Arean för den av öarna koordinaterna pekar på är 1 hektar och dess största längd är 180 meter i sydöst-nordvästlig riktning.